# Cronofilia
Il termine cronofilia indica un gruppo di parafilie in cui l'oggetto dell'interesse sessuale o romantico è costituito dallo stadio di sviluppo di un individuo, differente dal proprio. Questa differenza di età può essere sia verso stadi di sviluppo inferiori che superiori, classificando le cronofilie in diverse tipologie specifiche. Alcune cronofilie possono rappresentare disturbi parafilici (disturbo pedofilico), ossia patologici, nel caso siano alla base di problemi psicologici o sociali, costituendo, in taluni casi, reati di tipo sessuale violento in quasi tutti gli stati del mondo.

## Etimologia
Il termine cronofilia è stata coniato dallo psicologo e sessuologo neozelandese John Money, nel 1986, dalla fusione delle radici greche -χρόνος ("tempo", dalla nome della divintà greca che personificava il tempo: Crono) e -φιλία ("amore", radice comunemente usata per indicare le parafilie). Sebbene sia stato generalmente accettato nell'ambito accademico, non ritrova un utilizzo frequente.

## Descrizione

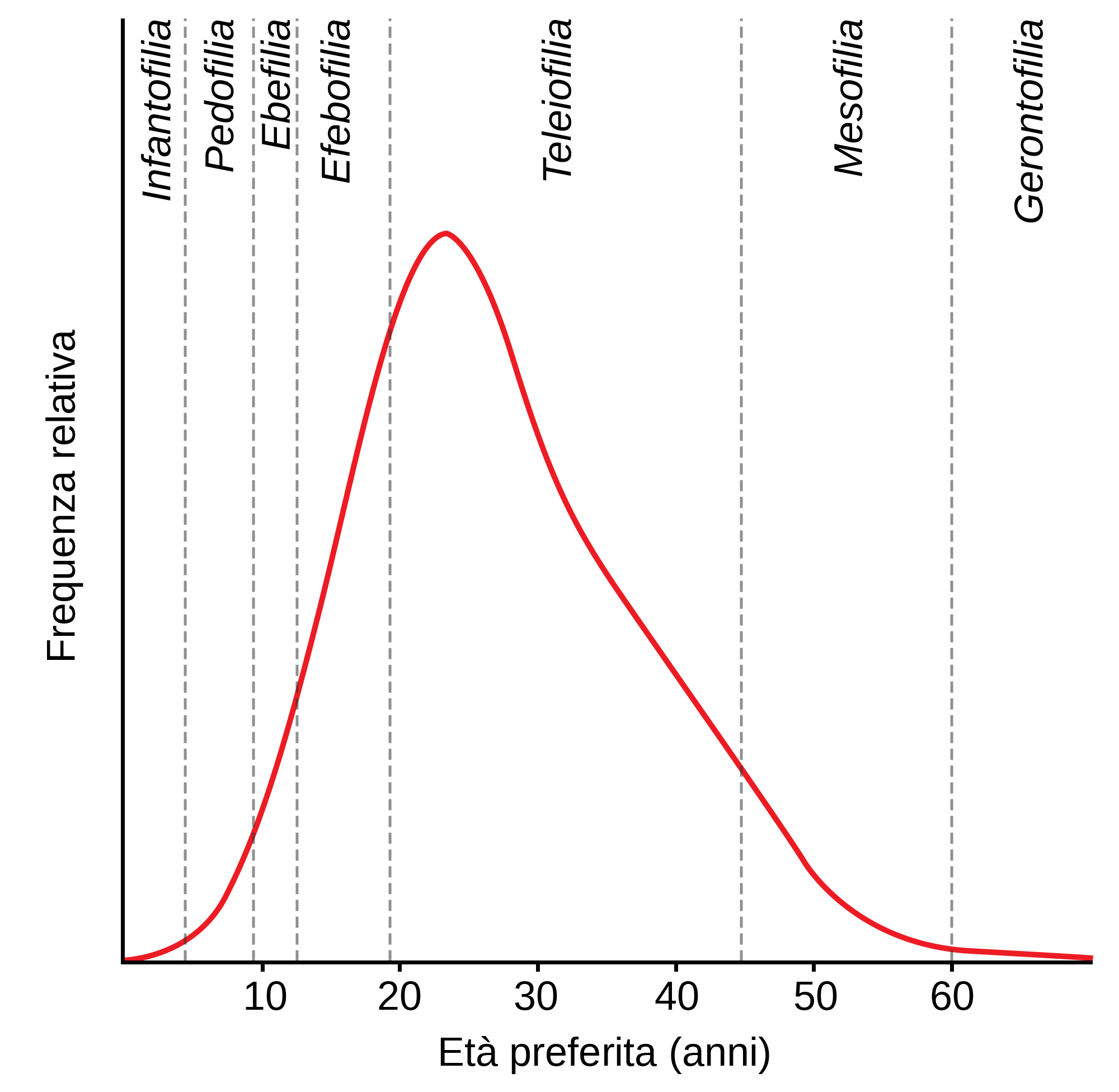
Distribuzione continua della popolazione maschile cronofilica suddivisa per età in oggetto

Le cronofilie sono un gruppo di parafilie di tipo idoneo/stigmatico e obiettivo in cui "L'età sexuo-erotica del parafilico è discordante con la sua effettiva età cronologica ed è concorde con l'età del partner (ricercato)". Qualunque parafilia in cui l'oggetto dell'interesse sessuale, erotica o romantica dell'individuo sia rappresentato da un partner lo stadio di sviluppo sia differente dal proprio è considerabile una cronofilia. L'età, al contrario, non è un indicatore efficace ed è utilizzabile solamente come indicatore grossolano dello sviluppo e, conseguentemente, dell'oggetto del desiderio. È possibile che due diverse cronofilie coesistano nello stesso individuo ma v'è maggiore probabilità che vi sia la combinazione di età adiacenti (es. efebofilia e teleiofilia) piuttosto che un'associazione di età molto distanti (es. pedofilia e gerontofilia). Dal punto di vista della prevalenza, il genere maschile ha una maggior tendenza a presentare uno spettro più ampio di cronofilie rispetto al genere femminile, in cui si riscontra con maggior frequenza la normofilia (attrazione verso partner appartenenti allo stesso stadio di sviluppo) o la teleiofilia. L'orientamento sessuale, la provenienza e l'età, invece, non sembrano costituire una discriminante.

## Classificazione
Le cronofilie sono suddivisibili per lo stadio di sviluppo oggetto del desiderio erotico o romantico. Si riconoscono:
- Infantofilia (o nepiofilia): attrazione verso individui sino alla prima o seconda infanzia, identificabili in un'età compresa, generalmente, dai 0 ai 2-5 anni. È una delle cronofilie più rare[10].
- Pedofilia: attrazione verso individui prepuberi, identificabili in un'età compresa, generalmente, dai 3-5 anni ai 10-12 anni.
- Ebefilia: attrazione verso individui peripuberi; sono compresi individui classificati di grado 2-3 sulla scala di Tanner, ossia di età variabile fra gli 11-12 e i 13-14 anni.
- Teleiofilia: attrazione verso individui giovani adulti o adulti, identificabili in un'età compresa, generalmente, fra i 20 e i 40 anni.
- Mesofilia: attrazione verso individui adulti (cosiddetti "di mezz'età"), identificabili in un'età compresa, generalmente, fra i 50 e i 60 anni.
- Gerontofilia: attrazione verso individui anziani, identificabili in un'età, generalmente, superiore i 60 anni.

## Patologia
Le cronofilie, in quanto parafilie, possono presentare dei tratti patologici, rappresentando quindi un disturbo parafilico, quando la pulsione sessuo-romantica provochi un marcato disagio o difficoltà interpersonali. Attualmente vengono considerati possibili disturbi parafilici solo l'infantofilia, la pedofilia e l'ebefilia (definiti spesso, semplificando, con il termine ombrello di "pedofilia" o, più raramente, "pedoebefilia").

Secondo il DSM-5, il "disturbo pedofilico" si presenta quando un individuo di almeno 16 anni manifesta desideri, fantasie o atteggiamenti nei confronti di un individuo in età prepuberale (in genere minore di 13 anni e con una differenza di età superiore ai 5 anni), provocando marcato disagio o difficoltà interpersonali. Se non si presentano il disagio e se l'individuo non ha messo in atto tali pulsioni non si può diagnosticare il disturbo patologico ma l'atteggiamento rientra nel novero delle parafile sotto la definizione non patologica di "interesse sessuale pedofilico". Tale disturbo è stato catalogato nel novero delle "parafilie aggressive" (classificazione di Sadoff) e delle "parafilie verso individui non consenzienti" (classificazione di Rosenhan & Seligman).

## Legislazione
Le cronofilie che comprendono individui di minore età sono soggette, in quasi tutto il mondo, a sanzioni legali in quanto, se attuate, costituiscono reati di violenza sessuale su minore. L'età del consenso varia da Stato a Stato; la media mondiale è di 16 anni, con punte verso il basso di 12 e verso l'alto di 19, con eccezioni, generalmente, di natura coniugale. Ne risulta, quindi che l'infantofilia è l'unico disturbo parafilico illegale in ogni stato del mondo. La pedofilia risulta illegale nella maggioranza degli stati, rappresentando un'eccezione in particolari casi dove la legge permette il matrimonio con individui prepuberi. L'ebefilia e l'efebofilia possono costituire reato a seconda dell'età del consenso fissata dalla legislazione.

## Studi
Lo studio delle parafilie di tipo cronofilico e di una nomenclatura scientifica adeguata compare nella seconda metà del XIX secolo, quando si inizia ad indagare il fenomeno degli abusi su minori e dell'omosessualita nell'ambito della medicina legale. Un primo accenno teorico alla cronofilia si ritrova nell'opera Arbeiten del 1896, scritta dallo psicologo austriaco Richard von Krafft-Ebing il quale definisce la nozione del "feticismo dell'età" (Altersfetischismus). Concetto simile è stato introdotto nel 1910 dal medico e scrittore brasiliano Afrânio Peixoto il quale indica con il termine "cronoinversione" (cronoinversão) eventualità di attrazione sessuale fra sessi diversi ma età diseguali, portando, come esempio, la gerontofilia.
Nonostante questi cenni, per molti decenni la quasi totalità della scienza si è concentrata sull'entità della pedofilia, utilizzando un concetto prioristico-sociale (legato, ossia, a concetti etici, morali e legislativi) piuttosto che medico scientifici, raggruppando diverse condizioni (efebofilia, ebefilia, omosessualità, "devianze sessuali" in genere, ecc.) sotto il termine "pedofilia". Dalla metà del XX secolo è cominciato una rivalutazione della sessualità umana, soprattutto in emrito alladistinzione fra l'orientamento sessuale e le parafilie, portando a un maggiore approfondimento scientifico sulla materia.
Nel 1955, infatti, compare il termine ebefilia, sebbene più per ragioni tassonomico-descrittive. Fu però negli anni 1980 che il concetto di cronofilie prese forma, particolarmente grazie allo psicologo John Money e le sue ricerche nell'ambito della cosiddetta mappa dell'amore: egli introdusse nel 1986 il termine "cronofilia" (Chronophilia) per indicare i concetti da lui prima classificati come fissazione sulla differenza d'età e parafilia sulla discrepanza d'età. Un altro autore importante per lo studio delle cronofilie risultò essere Michel Seto nell'ambito del suo lavoro riguardo a ciò che chiama enigma delle cronofilie.

### Critiche
Alcune critiche sono state mosse ai lavori dei due teorizzatori principali, John Money e Michael Seto, accusati di aver prodotto prove insufficienti e di essere mossi da ragioni politiche.

### Annotazioni
1. ↑  Parafilie in cui il partner deve avere delle caratteristiche marcatamente differenti, circoscritte e inconsciamente stigmatizzate rispetto al concetto trasmesso del partner sessuale o romantico ideale.
2. ↑  Parafilie in cui l'oggetto dell'interesse è un obiettivo reale (persona o oggetto), in contrapposizione con le parafilie eventuali, ossia in cui l'oggetto del desiderio è un'attività.
3. ↑  Disturbi parafilici causati da aggressività e che necessitano di un contatto diretto (reale o immaginato) con l'oggetto del desiderio; in opposizione a disturbi parafilici anonimi, dove non è necessaria l'interazione fisica con l'oggetto deldesiderio (es. telescatolofilia, scopofilia, ecc.

### Fonti
1. 1 2  (EN) John Money, Lovemaps: clinical concepts of sexual/erotic health and pathology, paraphilia, and gender transposition in childhood, adolescence, and maturity, Reprinted, Irvington Publishers, Inc. ; Prometheus books, 1993  [1986],  p. 70, 260, ISBN 978-0-8290-1589-8.
2. 1 2 3 4  (EN) Diederik F. Janssen, ‘Chronophilia’: Entries of Erotic Age Preference into Descriptive Psychopathology, in Medical History, vol. 59, n. 4, 2015-10,  pp. 575-598, DOI:10.1017/mdh.2015.47. URL consultato il 28 gennaio 2024.
3. ↑  (EN) Andreas Mokros, The Chronophilia Conundrum: Continuum or Epiphenomenon?, in Archives of Sexual Behavior, vol. 46, n. 1, 1º gennaio 2017,  pp. 43-45, DOI:10.1007/s10508-016-0882-4. URL consultato il 29 gennaio 2024.
4. ↑  (EN) Anil Aggrawal, 18 - Unusual sexual pratices and sexual crimes: an overview, in Gautam Biswas, Recent Advances in Forensic Medicine and Toxicology, vol. 3, 1ª ed., Jaypee Brothers Medical Publishers (P) Ltd., 2015,  pp. 350-353, DOI:10.5005/jp/books/12178, ISBN 978-93-5152-558-5. URL consultato il 28 gennaio 2024.
5. ↑   John Money, Paraphilias: Phenomenology and Classification, in American Journal of Psychotherapy, vol. 38, n. 2, 1984-04,  pp. 164-179, DOI:10.1176/appi.psychotherapy.1984.38.2.164. URL consultato il 26 gennaio 2024.
6. 1 2 3 4 5   Michael C. Seto, The Puzzle of Male Chronophilias, in Archives of Sexual Behavior, vol. 46, n. 1, 2017-01,  pp. 3-22, DOI:10.1007/s10508-016-0799-y. URL consultato il 26 gennaio 2024.
7. ↑  (EN) Michael C. Seto, 3 - Different Approaches to Studying Pedophilia, in Pedophilia and sexual offending against children: theory, assessment, and intervention, Second Edition, American Psychological Association, 2018, ISBN 978-1-4338-2926-0.
8. ↑  (EN) Rebecca Lievesley e Rhia Lapworth, “We Do Exist”: The Experiences of Women Living with a Sexual Interest in Minors, in Archives of Sexual Behavior, vol. 51, n. 2, 1º febbraio 2022,  pp. 879-896, DOI:10.1007/s10508-021-02160-z. URL consultato il 27 gennaio 2024.
9. ↑  (EN) Ray Blanchard e Howard E. Barbaree, The Strength of Sexual Arousal as a Function of the Age of the Sex Offender: Comparisons Among Pedophiles, Hebephiles, and Teleiophiles, in Sexual Abuse, vol. 17, n. 4, 2005-10,  pp. 441-456, DOI:10.1177/107906320501700407. URL consultato il 28 gennaio 2024.
10. ↑  (EN) Howard N. Snyder, Sexual Assault of Young Children as Reported to Law Enforcement: Victim, Incident, and Offender Characteristics (PDF), in Bureau of Justice Statistics, Luglio 2000. URL consultato il 27 ottobre 2023.
11. ↑   Donald W. Black e Jon E. Grant, Disfunzioni sessuali, disforia di genere e disturbi parafiliaci, in Alessandro Zennaro (a cura di), DSM-5® Guidebook, traduzione di M. Simone, Cortina Raffaello, 10 ottobre 2015, ISBN 8860306663.
12. ↑  (EN) Sara Jahnke, Alexander F. Schmidt e Andrea Klöckner, Neurodevelopmental Differences, Pedohebephilia, and Sexual Offending: Findings from Two Online Surveys, in Archives of Sexual Behavior, vol. 51, n. 2, 2022-02,  pp. 849-866, DOI:10.1007/s10508-021-02228-w. URL consultato il 27 gennaio 2024.
13. ↑   American Psychiatric Association, Disturbi parafilici, in M. Biondi (a cura di), DSM-5. Manuale diagnostico e statistico dei disturbi mentali, 5ª ed., Cortina Raffaello, 10 aprile 2014  [18 maggio 2013], ISBN 8860306612.
14. ↑  (EN) Benjamin J. Sadock, Harold I. kaplan e Alfred M. Freedman, The sexual experience, 1ª ed., Williams & Wilkins, 1976,  pp. 429-435, ISBN 978-0-683-03374-8.
15. ↑  (EN) David L. Rosenhan e Martin E. P. Seligman, 6.13 - Sexual behaviour, dysfunction and disorder, in Abnormal psychology, 2. ed, Norton, 1989, ISBN 978-0-393-95696-2.
16. ↑  (DE) Richard von Krafft-Ebing, IV, 1896,  p. 118.
17. ↑  (PT) Afrânio Peixoto, IV.2 - Degeneração, in Elementos de medicina legal, 2ª ed., Tipografia Aillaud, Alyes & c.ia, 1913  [1910],  p. 79. URL consultato il 26 gennaio 2024.
18. ↑  (EN) Diagnostic and Statistical Manual of Mental Disorders (DSM-I) (PDF), 1ª ed., American Psychiatric Association, 1952,  p. 39. URL consultato il 28 gennaio 2024.
19. ↑  (EN) Emanuel F. Hammer, Fear of the Adult Female Sex Object and Feelings of Genital Inadequacy, in Paul H. Hock e Joseph Zubin, Psychiatry and the Law, Psychiatry and the Law, 1955.
20. ↑   John Money, Lovemaps: clinical concepts of sexual/erotic health and pathology, paraphilia, and gender transposition in childhood, adolescence, and maturity, Reprinted, Irvington Publishers, Inc. ; Prometheus books, 1993, ISBN 978-0-8290-1589-8.
21. ↑  (EN) Diederik F. Janssen, “Chronophilia”: Appreciating 150 Years of Puzzle-Solving, in Archives of Sexual Behavior, vol. 46, n. 1, 2017-01,  pp. 35-38, DOI:10.1007/s10508-016-0883-3. URL consultato il 28 gennaio 2024.
22. ↑   Giuliana Proietti, John Money, il caso Reimer e le teorie gender, in Huffington Post, 10 agosto 2017. URL consultato il 28 gennaio 2024.